# Deeplearning4j
Deeplearning4j és una biblioteca de programari de codi obert dins l'àmbit d'aprenentatge profund i automàtic escrita en java. Deeplearning4j está sota la llicència Apache 2.0, desenvolupada per un grup liderat per Adam Gibson i suportada comercialment per l'empresa emergent (startup) Skymind.

## Característiques
- La darrera versió es pot esbrinar aquí.[4]

- Deeplearning4j proveeix algorismes de processat sobre matrius multidimensionals o tensors.

- Suporta les tecnologies OpenMP, OpenCL (previst), CUDA, Derivació automàtica, CNN, RBM, DBN.
- Disposa d'una llibreria de càlcul numèric ND4J i suporta CPU i GPU.